# Euclystis sytis
Euclystis sytis là một loài bướm đêm trong họ Erebidae.